# Amtsgericht Grünstadt

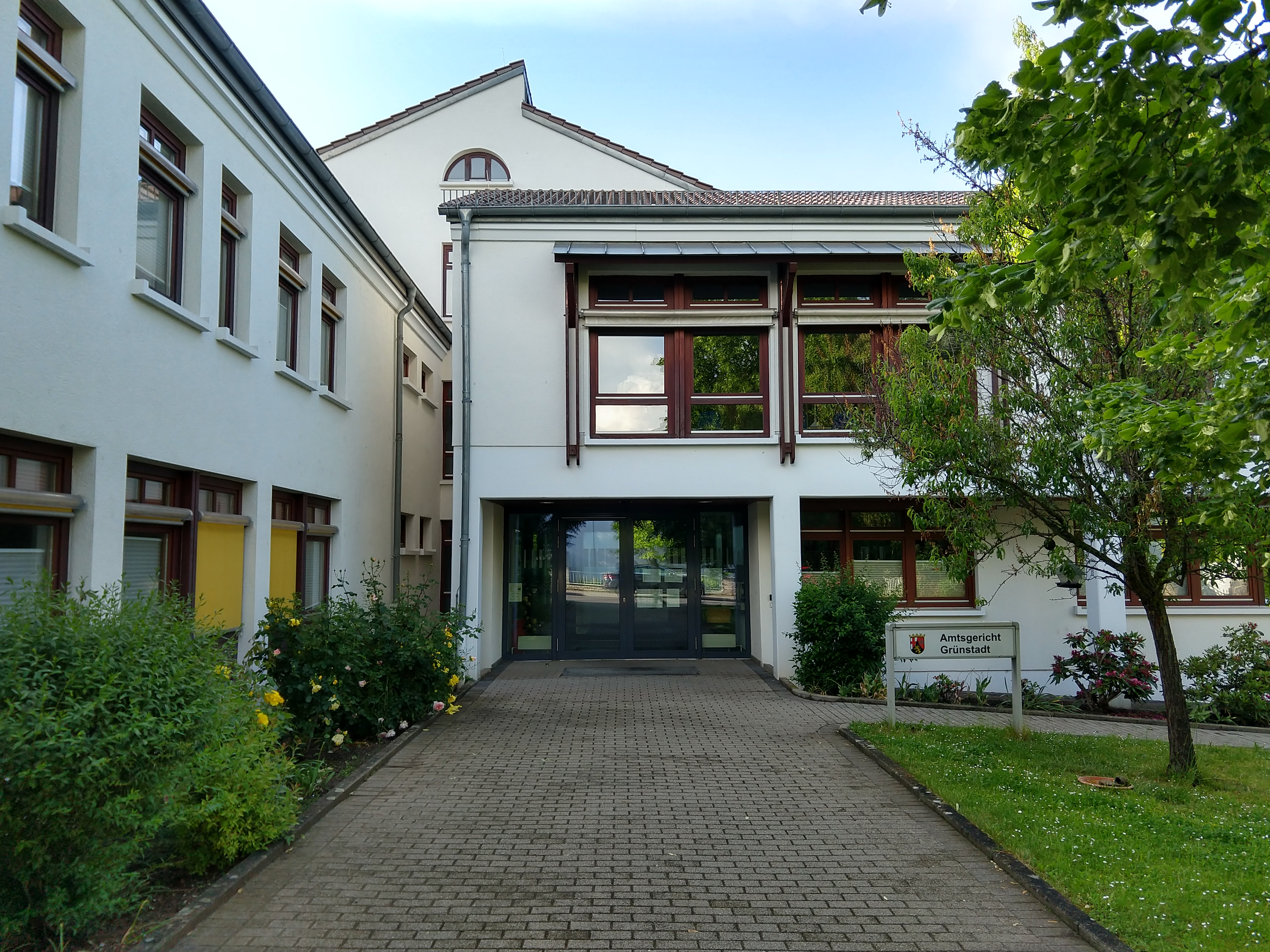
Haupteingang des Amtsgerichts Grünstadt

Das Amtsgericht Grünstadt ist ein Gericht der ordentlichen Gerichtsbarkeit in Rheinland-Pfalz mit Sitz in Grünstadt.

## Gerichtssitz und -bezirk
Das Gericht hat seinen Sitz in Grünstadt. Es gehört zum Landgerichtsbezirk Frankenthal (Pfalz).
Zum Gerichtsbezirk gehört die Stadt Grünstadt sowie die Verbandsgemeinde Leiningerland.

## Geschichte
Durch das Gerichtsverfassungsgesetz vom 27. Januar 1877, Bestandteil der Reichsjustizgesetze, wurde die Justizverfassung im Deutschen Reich vereinheitlicht, auch die Bezeichnungen der Gerichte. Das „k.b. Bezirksgericht Frankenthal“ erhielt zum 1. Oktober 1879 die Bezeichnung „Landgericht Frankenthal“. Auch die ihm zugeordneten Gerichte erhielten deshalb neue Bezeichnungen: Aus den königlich-bayerischen Stadt- und Landgerichten wurden Amtsgerichte. Seit der Errichtung des Landes Rheinland-Pfalz am 30. August 1946 ist dieses Bundesland Gerichtsträger des Landgerichts Frankenthal (Pfalz) und der ihm zugeordneten Amtsgerichte.

## Gebäude
Das Gerichtsgebäude befindet sich in der Tiefenthaler Straße 8 in Grünstadt.

## Zuständigkeit
Das Amtsgericht Grünstadt ist für alle Sachen zuständig, die bei einem Amtsgericht anhängig gemacht werden können.

## Übergeordnete Gerichte
Dem Amtsgericht Grünstadt ist das Landgericht Frankenthal (Pfalz) übergeordnet. Zuständiges Oberlandesgericht ist das Pfälzische Oberlandesgericht Zweibrücken.